# Андржеевский, Иван Иванович
Андржеевский (Андреевский) Иван-Марцелий Иванович (23 апреля 1832, Витебская губерния — 1915) — русский военный врач, доктор медицинских наук (1880).

## Биография
В 1855 году окончил Медико-хирургическую академию в Санкт-Петербурге. В годы крымской войны (1853—1856) служил в военном госпитале. В 1857—1891 годах старший врач лазарета на Ижевском оружейном заводе.
В докторской диссертации «Болотные болезни на севере. Медико-топографическое описание Ижевского оружейного завода» и последующих трудах введены в научный оборот важные медико-топографические и статистические данные, представлен анализ причин неблагополучия в демографических процессах и высокой заболеваемости населения заводского поселка. Описывая тяжелые условия труда оружейников, влияние болотистой местности вокруг посёлка как главной причины многих болезней, Андреевский впервые определил среднюю продолжительность жизни заводчан — 16,5 лет за счет исключительно высокой детской смертности и смертности мужчин в трудоспособном возрасте. Написал ряд научных статей. Приложил немалые усилия для создания эффективных методов лечения тифа.
Проживал в Уфе. Имел должность статского советника.

## Награды
Награждён орденом Святого Станислава 2 степени и орденом святой Анны 3-й степени.

## Произведения
- Ижевский оружейный завод//Военно-медицинский журнал. Кн. 6.ч. CXXIX. СПб., 1977